# Open Source Ecology

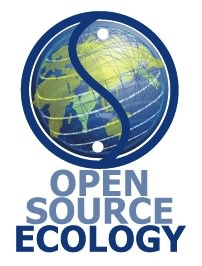
Logo von Open Source Ecology 2009

Open Source Ecology (OSE) ist ein Netzwerk von Landwirten, Ingenieuren und anderen Unterstützern, die Landmaschinen herstellen, die den Bedingungen freier Hardware entsprechen. Das von OSE entwickelte Global Village Construction Set (GVCS) soll es erlauben, in Modulbauweise 50 verschiedene Landgeräte herzustellen. Mehrere Gruppen quer durch die USA und in anderen Ländern entwickeln Baupläne. Die Geräte selbst werden auf der Factor-e-Farm im ländlichen Missouri gebaut und getestet. Es handelt sich um eine Form des Commoning.

## Geschichte
Der Teilchenphysiker Marcin Jakubowski gründete Open Source Ecology im Jahr 2003. Im Abschlussjahr seiner Doktorarbeit an der University of Wisconsin kam er zu der Überzeugung, dass die Wissenschaft sich zu sehr von den realen Problemen in der Welt entferne, und er beschloss einen anderen Weg zu gehen. Nach der Promotion widmete er sich gänzlich der Open Source Ecology. Mittlerweile gibt es OSE-Gruppen in Oberlin (Ohio), Pennsylvania, New York und Kalifornien, die Baupläne entwickeln und nach Missouri weitergeben.
Das Jahr 2011 brachte den öffentlichen Durchbruch für OSE. Die Internetmagazine Gizmodo und Grist brachten ausführliche Features. Jakubowski war ein TED-Fellow 2011. Im selben Jahr gewann das GVCS den Green Project Contest der Zeitschrift Make. Anfang 2011 unterstützten bereits mehrere Hundert Spender das Projekt, wobei insbesondere nach Jakubowskis Auftritt bei TED die Zahlen steil anstiegen.
Obwohl die Grundidee eine weltweite Verwendung der Geräte vorsieht, sehen sowohl die Zeitschrift The Atlantic als auch die National Young Farmers Coalition in den USA ein mögliches Einsatzgebiet bei Kleinbauern und neuen Höfen, für deren Bedürfnisse kaum noch Agrartechnik in den USA vorhanden ist.

## Projekte

### Global Village Construction Set
Das GVCS soll es erlauben, mithilfe von Open-Source-Plänen einfach und preiswert die 50 Maschinen vom Traktor bis zum Laserschneider zu bauen, die benötigt werden, um einer Gruppe von etwa 200 Personen ein „nachhaltiges Leben mit dem Komfort moderner Zivilisation“ zu ermöglichen. Das Konstruktionsprinzip entspricht den Machern zufolge „lebensgroßem Lego“, da die Einzelteile untereinander austauschbar und vielfach verwendbar sind. Die verwendeten Materialien sollen dabei möglichst einfach zu bekommen und vor Ort vorhanden sein.
Die Geräte entstehen in E-Collaboration von der Beschreibung bis hin zu den CAD-Zeichnungen. Der Zusammenbau und Test der Prototypen erfolgt auf der Farm in Missouri. Insbesondere die Tatsache, dass einzelne Teile in verschiedenen Konstellationen miteinander funktionieren müssen, sorgt dabei für Probleme. Die Geräte sollen am Ende etwa ein Achtel des Preises für vergleichbare Produkte kosten. Die Pläne stehen unter offenen Lizenzen zur Verfügung. Wer Zugang zu entsprechenden Werkzeugen hat, soll die Maschinen auch allein mit eigener Arbeitskraft nachbauen oder als Grundlage für eigene Pläne benutzen und weiterentwickeln können.
Im Mai 2011 waren von den 50 angestrebten Maschinen sechs bis zur Prototypenreife gelangt, darunter der Life Trac-Traktor, ein Minitraktor, ein Generator, ein Schweißtisch, ein metallurgischer Ofen nach dem Prinzip des Hochofens und eine Dampfmaschine. Im Juli 2013 hatten 13 Maschinen das Prototypenstadium erreicht. OSE plante ursprünglich die Veröffentlichung aller 50 Maschinen bis Ende 2012 bei Entwicklungskosten von 2,4 Millionen US-Dollar, der Plan wurde jedoch im Mai 2012 wieder aufgegeben. Die Multifunktions-Backsteinpresse wurde bereits veröffentlicht und verkauft. Sie erlaubt es, Baugrund zum Hausbau zu räumen, den Abraum zu pulverisieren und das gewonnene Material zu Backsteinen zu pressen.

### Factor-e-Farm
Das Gelände, auf dem die Geräte gebaut und getestet werden, ist die etwa zwölf Hektar große Factor-e-Farm in Missouri. Das Gelände war vorher eine Sojabohnen-Farm, seit 2007 erzeugt OSE dort allen benötigten Strom ebenso selbst wie einen Großteil der benötigten Nahrungsmittel.

## Situation in Deutschland

Logo von Open Source Ecology Germany (OSEG)

OSE ist in Deutschland als Open Source Ecology Germany e.V. (OSEG) vertreten, wurde 2016 gegründet und ist seit 2017 als gemeinnützig anerkannt. OSEG ist vielfach Konsortialpartner anwendungsorientierter Forschungsprojekte, Sachverständiger bei parlamentarischen Anhörungen und Mitinitiator der Spezifikation DIN SPEC 3105 zur Standardisierung von Open-Hardware-Entwicklung und -Peer-Review. Die Entwicklungstätigkeiten des Vereins waren Gegenstand wissenschaftlicher Studien zur konvivialen Technikgestaltung. Das Äquivalent zur Factor-e-Farm wird nach außen als OpenEcoLab bezeichnet und befindet sich seit 2015 in Blievenstorf. Der Verein ist Träger des Hans-Sauer-Preises 2019.